# 六月蜂起

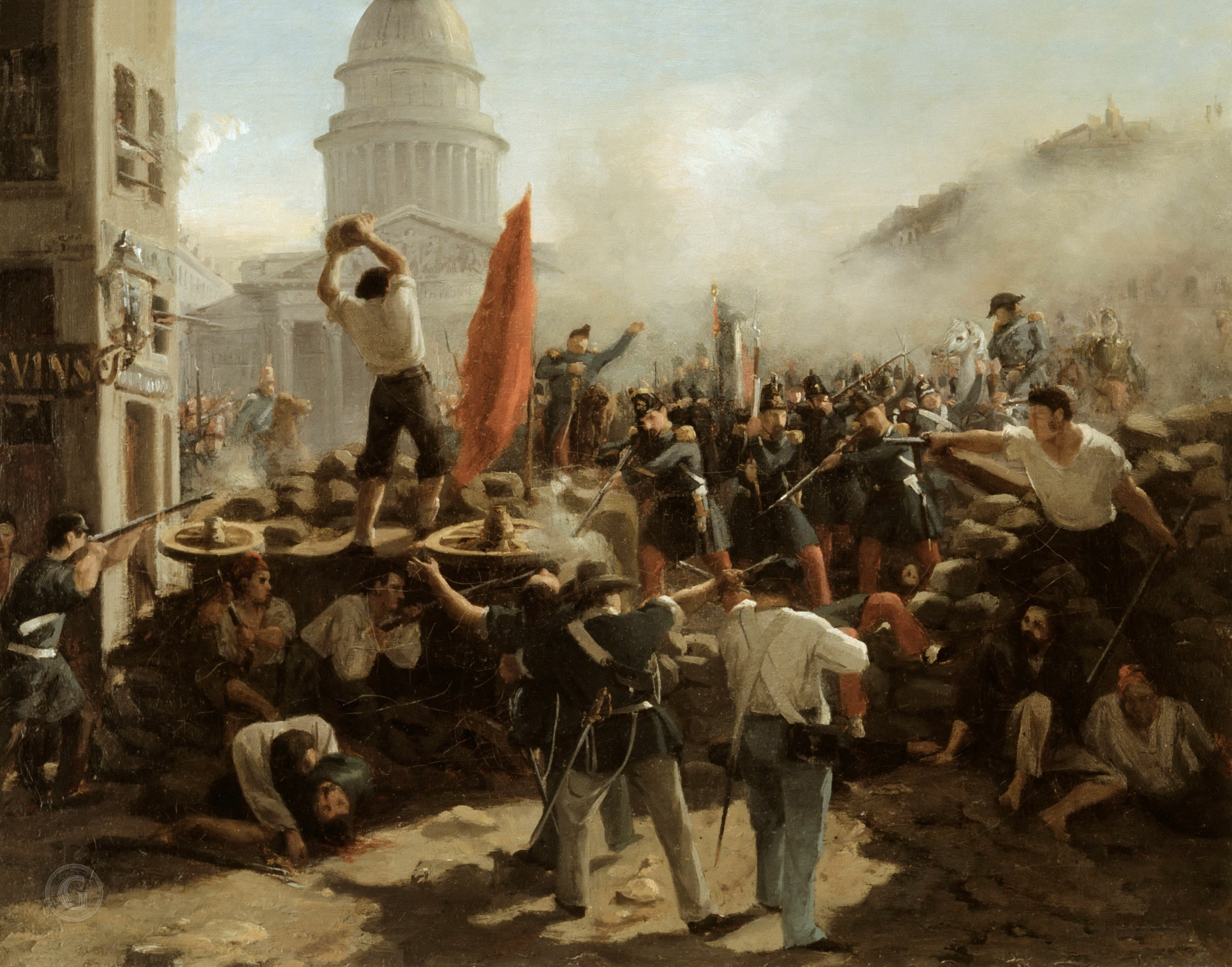
スフロ通りのバリケード描画（背後にパンテオン）、1848年6月パリ。オラース・ヴェルネー画。

六月蜂起（ろくがつほうき、フランス語: les journées de Juin）は、1848年6月23日から6月25日のフランス労働者による暴動である。第二共和政が失業者に仕事を与えるために創設した国立作業場の閉鎖後に起きた。ルイ＝ウジェーヌ・カヴェニャック将軍による鎮圧で、1,500人が殺害され15,000人の政治犯がアルジェリアに追放された。その後カヴェニャック将軍が行政権の長に指名され、ルイ・ブランはその政府から司法による迫害を受けた。このことは「民主的社会的な共和制」（République démocratique et sociale）の望みの終焉と、急進的共和主義者（Radical Republicans）に対する自由主義者の勝利を示した。

## 経緯
- 1847年-1848年 : 経済危機の状況に、共和主義者は7月王政（1830年-1848年）に抵抗し、カンパーニュ・デ・バンケ（英語版）を始めた。それらの1つを禁止したことで抗議の行進が起き、国民衛兵が暴徒のところへ押し寄せた時に暴動が最高潮に達した。
- 1848年2月24日 : フランス王ルイ・フィリップは退位し、急進的共和主義者と穏健派で構成されデュポンドルールを大統領とする臨時政府が、代理人により宣言された（穏健派は、ルイ・ブラン、アルベール・ルーブリエ（英語版）— 別名アレクサンドル・マルタン — アレクサンドル・ルドリュ＝ロラン（英語版）、フランソワ・アラゴ、ラマルティーヌ、フロコン（フランス語版）、クレミュー、ガルニエ＝パジェス（英語版）、マリー（英語版）、マラスト（フランス語版））。第二共和政の宣言に、男子普通選挙、報道の自由と再結集の自由（la liberté de réunion [1] ）、シュルシェール法による奴隷制廃止が盛り込まれた。
- 2月26日: 国立作業場が創設された。その目的は1847年以来の経済危機の影響による大きな町の失業を解消することである。
- 3月15日: 極左は、悪い結果を恐れ、「選挙の報告」を失敗しようとした。
- 4月23日と24日: 憲法制定会議（英語版）の選挙で、全候補者が自分は「共和主義者」であると宣言した。当選者は様々な選挙リストの構成員であり（1852年まで県の選挙リスト scrutin de liste départemental ）、したがって主に穏健派と「前夜の共和主義者」（Républicains du lendemain）である。
- 6月21日: 費用がかさむという理由で国立作業場が閉鎖された。
- 6月22日: 国立作業場の閉鎖により六月蜂起が始まるが、カヴェニャック将軍が率いる軍隊により再び厳しく押さえ込まれた。
- 6月25日: バリケードでパリ大司教（英語版）モンセニュール・アフレ（英語版）死亡。
  - — 抵抗勢力によりブレア将軍（フランス語版）暗殺。
- 6月26日: フォーブール・サンタントワーヌ（フランス語版）の最後のバリケード陥落と共に暴動終焉。1,500人が殺害され15,000人の政治犯がアルジェリアに追放された。 国民議会はルイ・ブランに対する司法上の訴えを証言することを決定した。
- 6月28日: 国民議会はカヴェニャック将軍への報奨として彼を行政権の長に指名した。
- 7月3日: 国立作業場の消滅。
- 7月27日: 六月蜂起の鎮圧により、議会はクラブの活動を制限し、女性と子どもの参加を禁止した。
- 7月28日: 政治クラブの活動制限の法律。